# Metabolismus
Metabolismus (z řeckého metabolé – změna, přeměna) neboli energetická a látková přeměna je soubor chemických reakcí v organismech, které udržují jejich život. Metabolismus lze rozdělit na přeměnu energie v potravinách na energii pro buněčné procesy (energetický metabolismus) a na přeměnu potravin na stavební kameny bílkovin, lipidů, sacharidů, nukleových kyselin (látkový metabolismus). Do metabolismu spadá i odstranění metabolických odpadů z organismu.
Podle zjednodušené definice je metabolismus látková a energetická výměna, příjem a zpracování živin. Všechny látky, které při metabolismu vznikají nebo se přeměňují, se nazývají metabolity.
Metabolismus lze dále definovat jako soubor všech enzymových reakcí (metabolických drah), při nichž dochází k přeměně látek a energií v buňkách a v živých organismech. Během metabolické dráhy je jedna chemická látka přeměněna řadou kroků na jinou chemickou látku, přičemž každý krok je usnadněn specifickým enzymem. Enzymy jsou pro metabolismus zásadní, neboť působí jako katalyzátory a umožňují rychlejší reakci při nižší energii. Tyto enzymově katalyzované reakce umožňují organismům udržovat své struktury, reagovat na okolní prostředí, růst a reprodukovat se.
Pozoruhodným rysem metabolismu je podobnost základních metabolických drah mezi velmi odlišnými druhy. Například jednobuněčná bakterie Escherichia coli má velmi podobné metabolické dráhy jako mnohobuněčné organismy, například člověk. Tato podobnost metabolických drah je pravděpodobně způsobena jejich evolučním vývojem. Naopak metabolismus rakovinných buněk se liší od metabolismu normálních buněk, tyto rozdíly se využívají při léčbě rakoviny.

## Celkový a buněčný metabolismus

Zjednodušené schéma metabolismu buňky

Metabolismus lze dělit na celkový metabolismus a bazální metabolismus:
- Celkový metabolismus zahrnuje všechny biochemické procesy v organismu.
- Buněčný metabolismus zahrnuje všechny biochemické procesy v buňce.

## Primární a sekundární metabolismus
Primární metabolismus zahrnuje základní chemické přeměny, na kterých přímo závisí život a růst organismu. Tyto procesy jsou pro všechny živé organismy podobné. Patří sem hlavně metabolismus sacharidů, tuků, aminokyselin a nukleových kyselin.
Sekundární metabolismus zahrnuje chemické procesy, pomocí kterých se syntetizují a odbourávají specifické, nebílkovinové chemické látky. Mohou to být různé obranné látky, signální molekuly (hormony), pigmenty, stavební molekuly vytvářející skelet organismu a další.

## Bazální metabolismus
Bazální metabolismus (bazální metabolický výdej nebo rychlost, anglicky Basal Metabolic Rate – BMR) je množství energie vydané organismem v klidovém stavu za běžných teplotních podmínek a na lačno, tedy kdy nepracuje trávicí soustava za určitou časovou jednotku. U dospělého  člověka jej lze odhadnout v jednotkách Megajoulů podle tohoto empirického vzorce:
{\displaystyle BM(MJ)=hmotnost(kg)*0,1.}
Je měřítkem množství energie spotřebované všemi metabolickými chemickými reakcemi, které probíhají v klidu. Výdej energie v tomto stavu je dán fungováním životně důležitých orgánů, jako je srdce, plíce, mozek, nervový systém, játra, ledviny, pohlavní orgány, svaly a kůže. BMR se snižuje s věkem a ztrátou svalové hmoty. Naopak se zvyšuje díky kardiovaskulárnímu cvičení a nárůstu svalové hmoty. Nemoc, konzumované jídlo a nápoje, teplota prostředí a množství stresu může ovlivnit klidový energetický výdej.
Metabolismus může být také dočasně zastaven, například v semenech rostlin. U virů je metabolismus vázán na hostitelskou buňku.

## Katabolismus a anabolismus
Metabolismus dělíme na katabolismus (rozkladový proces, odbourávání) a anabolismus (výstavbový proces, biosyntéza). Katabolismus obvykle energii uvolňuje a anabolismus obvykle energii spotřebovává.

### Katabolismus
Katabolismus je soubor metabolických procesů, které rozkládají velké molekuly. Patří mezi ně odbourání a oxidace molekul potravin. Účelem katabolických reakcí je poskytnout energii a složky potřebné pro anabolické reakce probíhající v molekule. Přesná povaha těchto katabolických reakcí se v jednotlivých organismech liší podle jejich zdrojů energie. Podle těchto kritérií dělíme organismy na autotrofy a heterotrofy:
- Autotrofy (fototrofy) přeměňují sluneční světlo a anorganické látky na organické látky a energii. Patří k nim všechny druhy rostlin, které mají schopnost získávat pro svůj život nezbytné látky z anorganických sloučenin, především z kysličníku uhličitého a vody.
- Heterotrofy (chemotrofy) závisejí na autotrofech, neboť mají schopnost získávat nezbytné látky pro svůj život pouze z organických sloučenin vyprodukovaných rostlinami nebo z jiných heterotrofů.

### Anabolismus
Anabolismus je soubor syntetických metabolických procesů, kdy se energie uvolněná katabolismem používá k syntéze komplexních molekul. Obecně platí, že komplexní molekuly, které tvoří buněčné struktury, jsou syntetizovány krok za krokem z menších a jednodušších prekurzorů. Anabolismus zahrnuje tři základní fáze:
- výroba prekurzorů, jako jsou aminokyseliny, monosacharidy, isoprenoidy a nukleotidy
- jejich aktivace do reaktivních forem za použití energie z ATP
- montáž těchto prekurzorů do komplexních molekul, jako jsou bílkoviny, polysacharidy, lipidy a nukleové kyseliny

Autotrofy (rostliny) mohou vytvářet komplexní organické molekuly (například polysacharidy a bílkoviny) ve svých buňkách z jednoduchých anorganických molekul (oxid uhličitý a voda).
Heterotrofy (býložravci a masožravci) mohou vytvářet komplexní organické molekuly ve svých buňkách z organických molekul (například sacharidů, tuků, bílkovin).

## Energetický a látkový metabolismus

### Energetický metabolismus

Vzorec adenosintrifosfátu ATP

Energetický metabolismus slouží k výrobě energie pro biochemické reakce, udržení tělesných funkcí a teploty živých organismů. V každé buňce živého organismu probíhá v každém okamžiku velké množství chemických reakcí, které spotřebovávají nebo uvolňují energii.

Adenosindifosfát ADP

- Při přeměně složité látky na jednodušší dochází k jejich rozkladu (disimilaci). Při těchto reakcích se energie zpravidla uvolňuje, jedná se o reakce exergonické.
- Při tvorbě složitých látek z jednodušších dochází k jejich syntéze (asimilaci). Při těchto reakcích se energie zpravidla spotřebovává, jedná se reakce endergonické.

Při energetickém metabolismu hrají důležitou roli makroenergetické sloučeniny, které mají schopnost energii přijímat, uchovávat a uvolňovat. Jejich nejdůležitějším představitelem jsou adenosintrifosfát ATP a adenosindifosfát ADP, které mají funkci jakéhosi akumulátoru energie v živých organismech. Při biochemických reakcích dochází k tomu, že se z ATP uvolní jeden fosfátový zbytek za vzniku ADP a energie nutné pro endotermické reakce organismu. Při zpětném procesu se naopak energie při vzniku ATP z ADP spotřebuje.

### Látkový metabolismus

Vzorec jednoho ze sacharidů – glukózy

Látkový metabolismus slouží k rozkladu, výstavbě, údržbě a výměně látek (například sacharidů, lipidů, bílkovin) v živém organismu.
- Sacharidy, které živé organismy přijímají v potravě, slouží především jako zdroj energie. Všechny tyto sacharidy od těch nejjednodušších až po polysacharidy jsou při metabolismu rozloženy na glukózu. Ta je pak použita jako zdroj energie, zásobárna energie (například glykogen) a ke stavbě vlastních látek organismu.

Vzorec jedné z aminokyselin – alaninu

- Vzorec jedné z aminokyselin – alaninuLipidy,  které živé organismy přijímají v potravě, slouží především jako zásobárna energie. Všechny lipidy jsou při metabolismu rozloženy na mastné kyseliny a glycerol, které se dále v buňkách štěpí za uvolňování energie. Přebytečné tuky se ukládají a v organismu pak tvoří tukové zásoby.
- Bílkoviny, které živé organismy přijímají v potravě, slouží především jako stavební materiál. Všechny bílkoviny jsou při metabolismu rozloženy na aminokyseliny, které se pak v buňkách syntetizují do vlastních bílkovin, enzymů a hormonů.

## Enzymy

Enzym ze skupiny lyaz – lidská glyoxyláza I

Pro metabolismus jsou nezbytné enzymy, které urychlují a řídí přeměnu chemických látek, proto se nazývají biokatalyzátory.  Působení enzymů spočívá především v tom, že snižují aktivační energii biochemických reakcí a tím je umožňují a urychlují. Bez enzymů by většina biochemických reakcí vůbec neproběhla.
Základní složkou enzymů jsou bílkoviny, na něž se velmi často vážou další přídatné molekuly známé jako kofaktory nebo prostetické skupiny, které se podílejí na katalýze. Samotná enzymatická reakce probíhá obvykle v aktivním místě enzymu. Enzymů je velké množství a rozdělují se do sedmi skupin: oxidoreduktázy, transferázy, hydrolázy, lyázy, izomerázy, ligázy a od roku 2018 i translokasy.

## Vitamíny

Vitamín C – kyselina askorbová

Vitamíny (latinsky vital a amine – životně důležité aminy) jsou nízkomolekulární látky nezbytné pro život. V živém organismu mají funkci katalyzátorů biochemických reakcí. Podílejí se na metabolismu bílkovin, tuků a cukrů a na mnoha dalších tělesných procesech. Jsou také schopny posilovat a udržovat imunitní reakce. Existuje 13 základních typů vitamínů.
Lidský organismus nedokáže, až na některé výjimky, vitamíny vyrobit, a proto je musí získávat prostřednictvím stravy. Při nedostatku nebo přebytku vitamínů se mohou objevovat poruchy metabolismu a dalších funkcí organismu.